# Surowiec

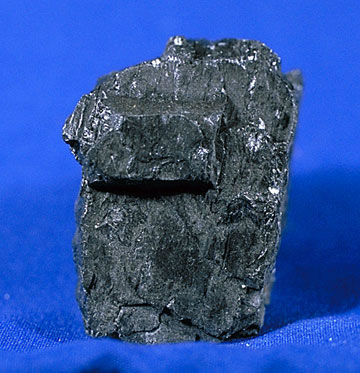
Węgiel, surowiec nieodnawialny

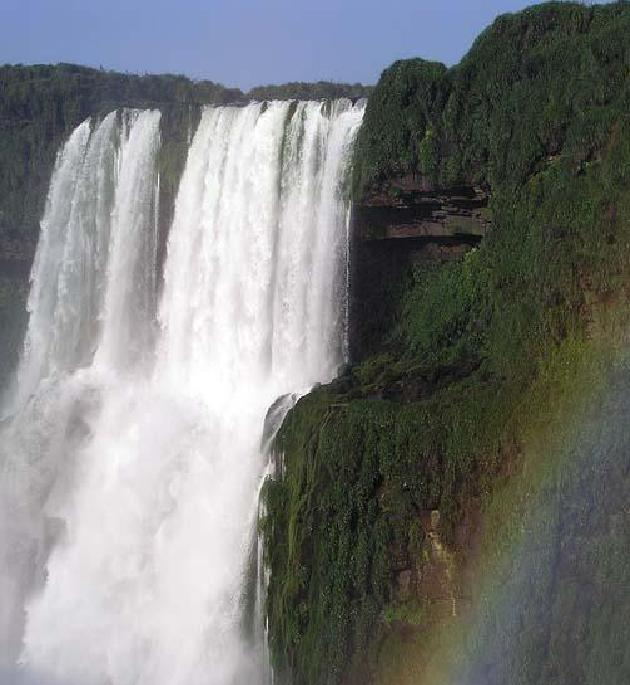
Woda, surowiec odnawialny

Surowiec – materiał przeznaczony do dalszej przeróbki. Surowce są produktami przemysłu wydobywczego, rolnictwa, leśnictwa lub powstają w wyniku przerobu odpadów.
Szczególne rodzaje surowców:
- surowce energetyczne to paliwa kopalne: węgiel kamienny i brunatny, torf, ropa naftowa, gaz ziemny, drewno w procesie spalania zamieniane na energię mechaniczną pary lub elektryczność, uran (stosowany w elektrowniach atomowych)
- surowce wtórne to odpady produkcyjne lub zużyte produkty nadające się do ponownego przerobu
- surowcami nieodnawialnymi nazywa się wszystkie surowce, których odnowienie w wyniku naturalnych procesów jest niemożliwe bądź w skali geologicznej trwa bardzo długo, np.
  - ropa naftowa
  - węgiel kamienny
  - węgiel brunatny
  - rudy uranu
- surowcami odnawialnymi nazywa się wszystkie surowce, których odnowienie jest bieżące albo trwa bardzo krótko, np.
  - woda
  - powietrze
  - odnawialne źródła energii.

Wyczerpywanie się zasobów surowców stanowi coraz większy problem dla światowej gospodarki. Przypuszcza się, że w ciągu najbliższych kilku dziesięcioleci, zasoby niektórych surowców (np. ropy naftowej) mogą się całkowicie wyczerpać. Dlatego też podjęto próby, mające na celu zmniejszenie ewentualnych efektów tego zdarzenia np. próby wprowadzania na rynek pojazdów elektrycznych lub powstawanie elektrowni napędzanych mocą odnawialnych źródeł energii np. pływów wodnych.